# Ekaterina Petrovna Trubeckaja
Contessa Ekaterina Petrovna Trubeckaja (in russo Екатерина Петровна Трубецкая?; cognome da sposata: Stroganova; San Pietroburgo, 1744 – Mosca, 20 novembre 1815) è stata una nobildonna russa.

## Biografia
Era la figlia del consigliere di Stato, il principe Pëtr Nikitič Trubeckoj, e di sua moglie, Natal'ja Vasil'evna Chovanskaja.

## Matrimonio

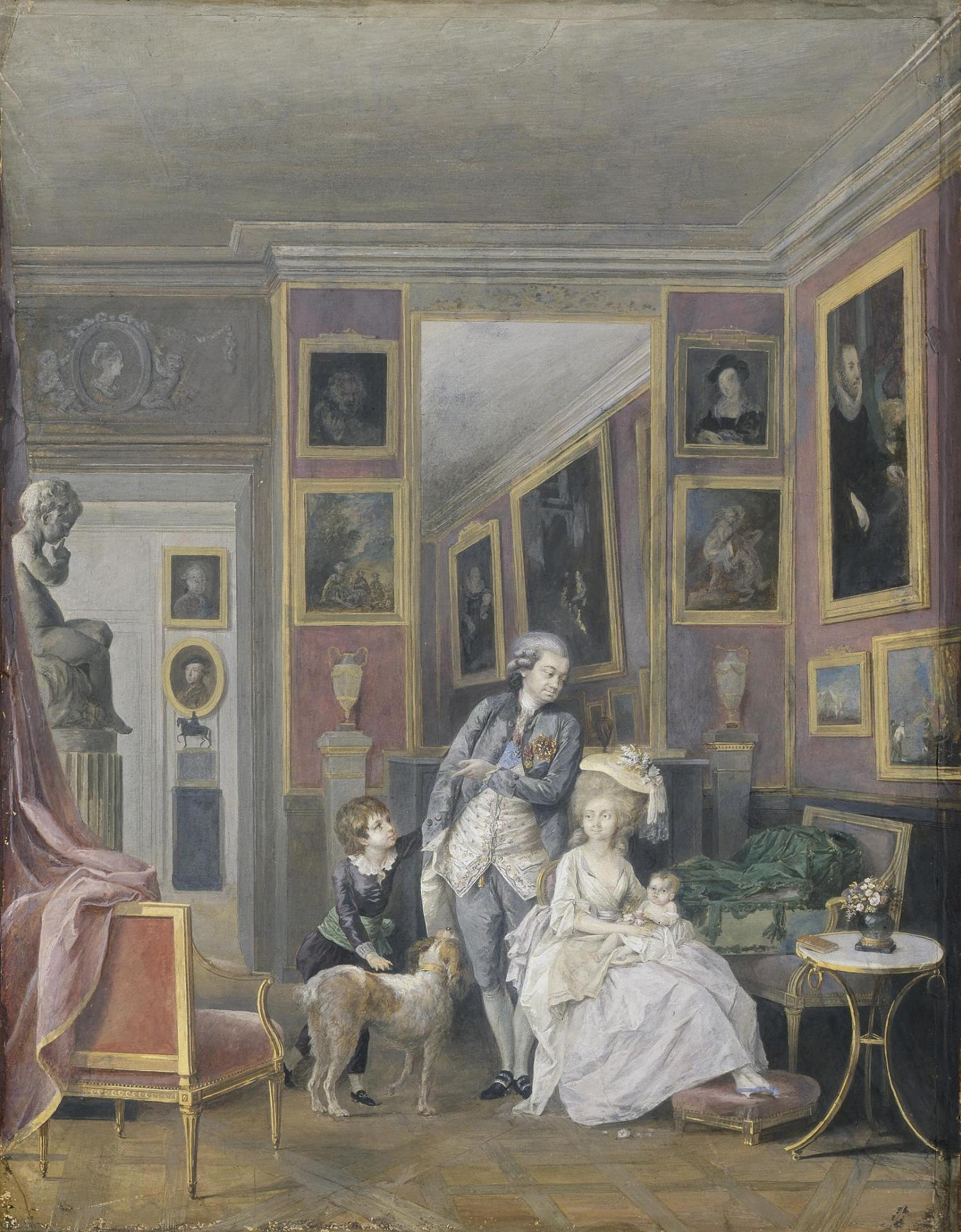
Il conte Aleksandr Sergeevič Stroganov con la moglie Ekaterina Petrovna e i figli, 1778, Museo statale Ermitage.

Si sposò piuttosto tardi. Nel 1769 Ekaterina sposò il conte Aleksandr Sergeevič Stroganov, un importante e ricco mecenate. Ebbero due figli:
- Pavel Aleksandrovič (1774-1817), sposò Sof'ja Vladimirovna Golicyna, ebbero cinque figli;
- Sof'ja Aleksandrovna (1776-1794)[1].

Dopo le nozze, la coppia andò a vivere in Europa, stabilendosi a Parigi, dove entrarono nella cerchia della corte di Versailles. Nel 1779 ritornarono a San Pietroburgo.

## Relazione con Ivan Nikolaevič Rimskij-Korsakov
A San Pietroburgo, Ekaterina Petrovna incontrò un favorito di Caterina II, Ivan Nikolaevič Rimskij-Korsakov. Egli era un bell'uomo, amante della musica, del canto e aveva una bella voce. Furono scoperti e Ivan fu cacciato dalla corte, e con sorpresa di tutti, la contessa Stroganov lo seguì lasciando il marito e i figli.
La coppia ebbe quattro figli che presero il cognome di Ladomirskij:
- Sof'ja Ivanovna;
- Varvara Ivanovna (1785-1840), sposò Ivan Dmitrievič Naryškin, ebbero una figlia, Zinaida Ivanovna Naryškina;
- Vasilij Ivanovič (1786-1847);
- Vladimir Ivanovič.

Trascorse il resto della sua vita tra Bratcevo e Mosca.

## Morte
Negli ultimi anni della sua vita, Ekaterina Petrovna si ammalò gravemente, una paralisi alle gambe la costrinse a utilizzare una sedia.
Morì a Mosca, il 20 novembre 1815. Fu sepolta nel Monastero del Salvatore e di Andronico.